# آبزو

نام آبزو به خط میخی.

آبزو یا آپسو نام اقیانوس جهان زیرین حاوی آب شیرین پاک در اسطوره‌های میان‌رودان است. در این افسانه‌ها همه رودها، چشمه‌ها، چاه‌ها، دریاچه‌ها و دیگر آب‌ها از آبزو می‌آیند. در دین سومری‌ها، آبزو شخصیت‌یافته شده و به عنوان یک ایزد به‌شمار می‌آید. این امر بعدها به دین‌های اکدی، بابلی، و آشوری نیز رسیده‌است. آبزو، اقیانوس زیرین، و ایزد آبزو، هر دو در ژرفاهای دور زیر زمین نشیمن دارند. در زبان سومری آب به معنای اقیانوس و زو به معنای ژرف است. به آبزو، اِنگور هم گفته شده‌است.
در این اسطوره‌ها، هفت موجود فرزانه که در خدمت ایزد انکی هستند و آبگال نام دارند نیز از آبزو سرچشمه می‌گیرند.
در افسانه آفرینش بابلی، انوما الیش، آبزو (آب شیرین ژرفناها) به عنوان ایزدی با ویژگی‌های هیولاوار و بدوی ترسیم شده‌است. آبزو در این افسانه، در رابطه عشقی با ایزد دیگری به نام تیامات (زاینده همگان) است. تیامات از آب شور آفریده شده‌است. این دو، نخستین اَشکال هستی هستند که دیرزمانی پیش از آفرینش پدید آمدند. آبزو و تیامات ایزدان دیگری را به دنیا می‌آورند، ازجمله لحمو و لحامو که تنها نامی از آن‌ها باقی است.
سپس آبزو نزد تیامات گلایه می‌کند که غوغای فرزندانشان (ایزدها) خواب را از چشم او ربوده و او قصد نابودی آن‌ها را دارد. تیامات مخالفت می‌کند اما «مومو»، رایزن و راهنمای آبزو از این تصمیم آبزو حمایت می‌کند. انکی، ایزد، متوجه این تصمیم می‌شود و جادو کرده و آبزو را به خوابی عمیق فرومی‌برد. انکی به همراهی چند ایزد جوان آبزو را می‌کشد و مومو را به اسارت برده و سکونتگاه آبزو را نیز غصب می‌کند. انکی اکنون سالار آب شیرین است. تیامات، اما تعهد کرده‌است که انتقام آبزو را از ایزدان بگیرد.
از تن مرده آبزو آسمان پدید آمد که این به نوبه خود به پدید آمدن ساختار جهان و سپس آدمی انجامید. انکی به همراه مادرش نامو و زنش دامگال‌نونا و گروهی از موجودات پست‌تر در درون تن آبزو به زندگی ادامه دادند.
پرستشگاه انکی در شهر اریدو در میان‌رودان اِئابزو نام دارد به معنی «خانه آبزو». در صحن‌های پرستشگاه‌های بابلی و آشوری حوضچه‌های آبی وجود داشت که به آن‌ها نیز آبزو یا آپسو گفته می‌شد. این حوضچه‌ها برای غسل به کار می‌رفت و حوض‌های مساجد کشورهای اسلامی و محل غسل تعمید در کلیساها ادامه همان آبزوهای باستان هستند.